# Яновицька селищна рада
55°18′0″ пн. ш. 30°42′0″ сх. д. / 55.30000° пн. ш. 30.70000° сх. д.
Яновицька селищна рада (біл. Я́навіцкі пасялковы савет) — адміністративно-територіальна одиниця у складі Вітебського району, Вітебської області Білорусі. Адміністративний центр селищної ради — містечко Яновичі.

## Розташування
Яновицька селищна рада розташована на північному сході Білорусі, на крайньому сході Вітебської області, в  східно — північно-східному напрямку від обласного та районного центру Вітебськ, на кордоні із Росією.
Найбільша річка, яка протікає територією селищної ради — Каспля із своєю лівою притокою Вимнянкою (38 км), (басейн Західної Двіни). Найбільше озеро, яке розташоване на її території — Яновицьке (1,46 км²). Східна частина території селищної ради поросла лісом, на схід від якого розташовані непрохідні болота урочища «Гладанський Мох».

## Склад селищної ради
До складу Яновицької селищної ради входить 16 населених пунктів:
- Вальки — село.
- Глазомичі — село.
- Дружна — село.
- Задетуни — село.
- Казимирове — село.
- Ліопіне — село.
- Маєток — село.
- Острів — село.
- Панки — село.
- Пивовари — село.
- Пукшине — село.
- Сьоміне — село.
- Слобода — село.
- Степна — село.
- Чижики — село.
- Шпури — село.